# Kósuke Hagino
Kósuke Hagino (japonsky 萩野公介, * 15. srpna 1994 Ojama) je bývalý japonský plavec. Je vysoký 177 cm a váží 71 kg, nejlepších výsledků dosáhl v polohovém závodě.
V roce 2011 se stal v Limě juniorským mistrem světa na 200 m. Na Letních olympijských hrách 2012 získal bronzovou medaili na 400 m a byl pátý na poloviční trati. Na světovém šampionátu v roce 2013 obsadil druhé místo v disciplínách 400 m volný způsob a 200 m polohový závod, na polohové čtyřstovce byl pátý.
Na mistrovství světa v plavání v krátkém bazénu 2014 zvítězil na 200 m a byl druhý na 400 m. V tomto roce také získal na Asijských hrách čtyři zlaté medaile a na mistrovství pacifického oblouku v plavání vyhrál na obou polohovkářských tratích. Na konci sezóny ho časopis Swimming World jako prvního Japonce v historii vyhlásil světovým plavcem roku.
O světový šampionát v roce 2015 Hagino přišel vinou zranění, po návratu k závodění vyhrál na Letních olympijských hrách 2016 polohový závod na 400 m, byl druhý na 200 m a třetí v polohové štafetě. V roce 2017 vyhrál na Univerziádě polohovou dvoustovku i štafetu. Na Asijských hrách v roce 2018 byl členem vítězné štafety.
Na tokijských Letních olympijských hrách 2020 obsadil šesté místo v polohovém závodě na 200 metrů. Po olympiádě ukončil kariéru a zaměřil se na vysokoškolské studium.
Jeho manželkou je od roku 2019 zpěvačka Miwa.

## Osobní rekordy
- 100 m volný způsob 48,75
- 200 m volný způsob 1:45,23
- 400 m volný způsob 3:43,90
- 100 m znak 52,78
- 200 m znak 1:54,23
- 200 m polohový závod1:55,07
- 400 m polohový závod 4:06,05